# Abbaye Notre-Dame et Saint-Paul de Bellevaux
Ne doit pas être confondu avec Abbaye Notre-Dame de Bellevaux.
L'abbaye Notre-Dame et Saint-Paul de Bellevaux est une ancienne abbaye de prémontrés située dans la commune de Limanton, dans la Nièvre.
Fondée à la fin du XIIe siècle, dans le sud-est de l'ancien diocèse de Nevers, elle prospère rapidement dans son environnement local et régional, grâce à son temporel étendu et à son rayonnement funéraire ; son abbatiale étant considéré comme la nécropole du Bazois.
Unique établissement prémontré implanté en Nivernais, il s'agit de la seule des quatre implantations de l’ordre en Bourgogne possédant un bâti médiéval encore en élévation.

## Localisation
L'ancienne abbaye est localisée dans la vallée du Veynon, au lieu-dit Belvaut sur la commune de Limanton, à neuf kilomètres de Moulins-Engilbert et à environ cinquante-trois kilomètres de Nevers.

## Toponymie
On relève les mentions suivantes : Sancti Pauli Bellaevallensis (1193), Abbatia Belle Vallis (1194), Ecclesia Bellevallensis (1218), Ecclesia Bellevallis (1233), Belevaus (1265), Bellevaux (1284), L'église de Belle Vox (1300), Couvent de Belle Vaux (1375), Bellevault (1407), Bellevaulx (1462), Nostre Dame de Bellevaulx (1481), Belvaux (1699), Belleveaulx (1709), Belleveau (Cassini),.
Du latin belle vallis, le nom de l'établissement est sans doute une référence au site où il est implanté, une « belle vallée » traversée par le Veynon.

## Historique

### Moyen Âge
L'origine de l'abbaye de Bellevaux est assez mal connue. 
Le monastère est peut-être fondée en 1152 par Guillaume III, comte de Nevers, comme abbaye-fille de Neuffontaines dans le lieu appelé alors Gaudiacum, ou bien elle doit sa fondation en 1188 à Rocelin de Marmagne et à son épouse Damerone qui embrasse la vie religieuse, ce qui est confirmé par l'obituaire de l'abbaye de Floreffe. À l'origine, Bellevaux aurait donc été un monastère double. 
L'historien de l'ordre Prémontré, Norbert Backmund propose deux hypothèses sur la fondation : 
- ou bien le comte de Nevers fonde Bellevaux ensemble avec un établissement de sœurs, mais pour un autre ordre, comme celui des Augustins. Le monastère aurait été insuffisamment doté, ce qui expliquerait une nouvelle fondation par Rocelin en 1188 au sein de l'ordre de Prémontré ;
- ou bien Bellevaux n'a jamais été un monastère double et Damerone entra dans un autre établissement féminin appartenant à un autre ordre, ou encore dans un monastère dépendant de Bellevaux et assez proche, comme Aubeterre ou Neuffontaines.

Les propositions de Backmund restent à nuancer, tout d'abord car cet éventuel établissement féminin n'a laissé aucune trace dans les sources : le premier document émanant de l'abbaye de Bellevaux remonte à l'année 1193, il est alors fait mention d'une « église pauvre », dans laquelle se trouvent des « fratribus ibi in servientibus ». De plus, l'affiliation de Bellevaux avec Aubeterre et Neuffontaines est probablement incertaine : certes ces trois établissement appartiennent au même ordre monastique et à la même province (l'Auvergne) mais leurs relations et réseaux doivent faire l'objet de recherches plus approfondies.

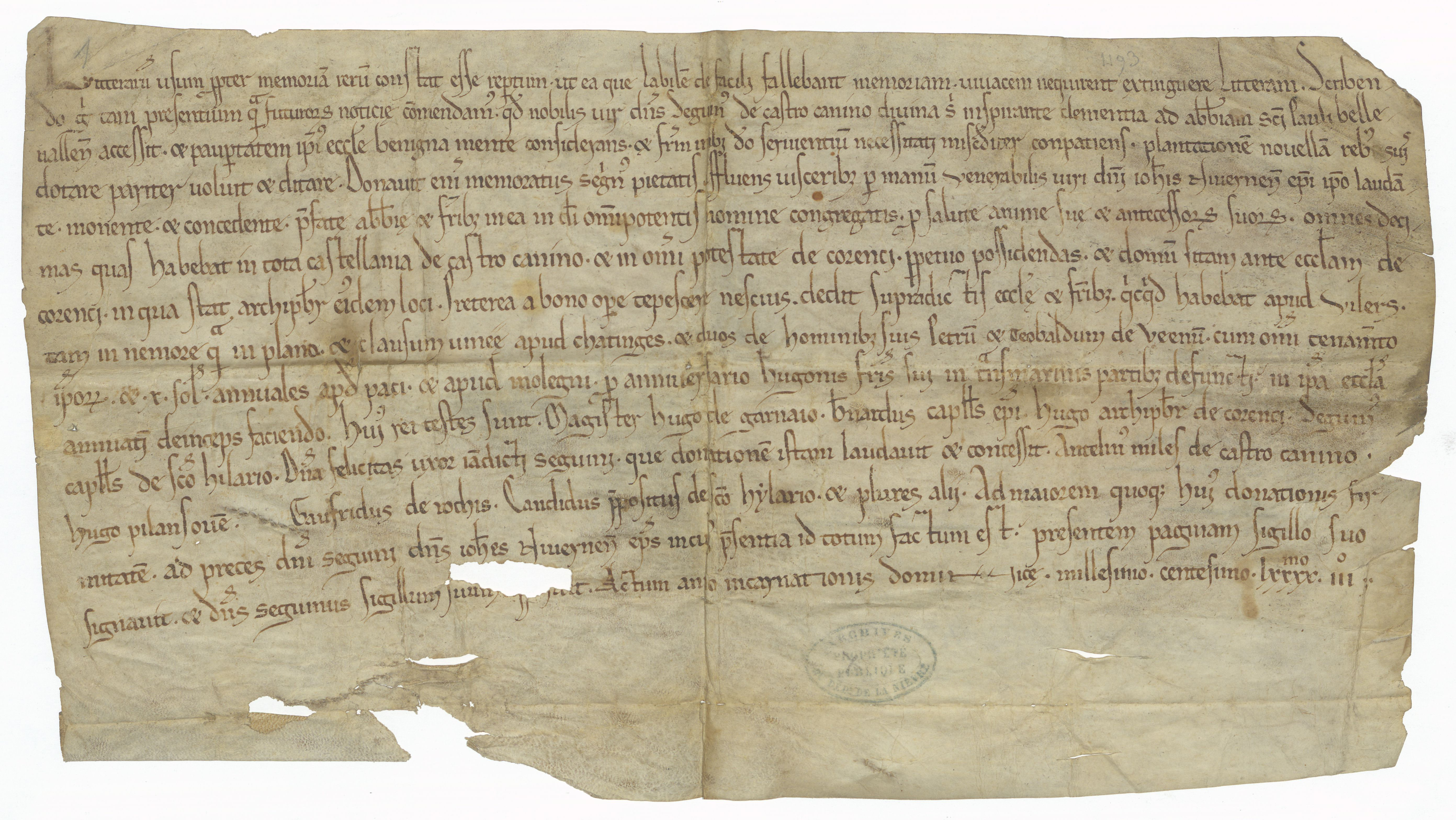
Donation de 1193 ; ADN : H 260/1.

Le premier acte écrit concernant Bellevaux remonte à l’année 1193. Il s’agit d’une donation de Hugues II de Blain, seigneur de Château-Chinon faite à son retour de croisade. Pour le remède de l’âme de son frère Seguin, décédé au-delà des mers – in transmarinis partibus – Hugues laisse aux religieux les dîmes de tous les hameaux qui entourent son fief.
Au cours du XIIIe siècle, la noblesse comtale montre à plusieurs reprises de l’intérêt pour le monastère prémontré. C’est le cas en 1240, lorsqu’à la demande de l’abbé Jean, le comte Guy IV de Forez et sa femme Mahaut de Courtenay prennent les biens de l’abbaye situés dans leur territoire sous leur protection. Dans une autre charte datée de la même année, l’abbé obtient du comte, de la comtesse et de leurs vassaux : la promesse formelle de ne détruire par le feu ou autrement aucune maison sauf les forteresses, dans toute l'étendue de leur comté. En 1257, cette même comtesse laisse dans son testament 100 s. à l’abbaye.

### Époque moderne
Le 28 novembre 1565, trois religieux sont présents dans l'abbaye, l'abbé Hélin de Lamoignon est absent : Charles de Morel, prieur ; Claude Prud'homme, sacristain ; Pierre Minot, religieux. Trois ans plus tard, Pierre Minot n'est pas mentionné comme religieux de Bellevaux. 

En février 1615, l'abbé Blaise Cornu fait faire un nouveau terrier de l'abbaye. Dès les premières pages, l'état du monastère est évoqué : 

Le tènement du lieu seigneurial de l'abbaye Notre-Dame de Bellevaulx, tout ainsi qu'il est de présent et ainsi qu'il s'étend et comporte, tant en chastel, maison, fossé, granges, étables, prés, terres, bois, buissons et autres dépendantes, le moulin banal proche ladite abbaye, avec la justice haute, moyenne et basse dudit Bellevaulx, auquel lieu ledit sieur abbé y fait faire l'expédition des jours par ses officiers : 
Premièrement, l'abbaye dudit Bellevaux s'étend et comporte en le chœur de l'église de Notre-Dame de Bellevaulx, et le surplus de ladite église étant en ruine. Plus une cuisine sur laquelle il y a trois petites chambres, lesquelles ont été édifiées par ledit sieur abbé depuis un an en ça, étant bâtie par appentis. Et à l'entrée du portail et pont-levis de ladite abbaye y a aussi une étable à loger quatre chevaux, qui est aussi en ruine, le tout est fermé de muraille et partie fossoyé. 

Et en la basse cour de ladite abbaye y a aussi une grange, partie de laquelle est couverte d'esseaune et l'autre partie de paille, le tout fort en ruine, comme aussi y a en ladite abbaye et basse cour une autre grange fort en ruine et dénuée de muraille, porte et couverture. Plus une petite maison où demeure le métayer de ladite abbaye, étant en ladite basse cour, laquelle maison est fort dénuée, tant de couverture, murailles que portes. Plus le colombier étant en ladite basse cour, fort dénuée, avec le jardin et vigne contenant quatre boisselées de terre ou environ, et laquelle basse cour soulloit être murailles et fossés, étant de présent toute en ruine. 
Le 22 octobre 1708, sous l'abbatiat de Michel-Celse-Roger de Bussy-Rabutin, Edmond Martène, religieux bénédictin effectuant une tournée à travers la France dans le but de rassembler des matériaux pour la nouvelle édition d'une Gallia Christiana, s'arrête une journée dans l'abbaye. Voici en intégralité le récit de son passage :
Après y avoir demeuré deux jours (à l'abbaye du Réconfort ndlr), j'en partis le 21 octobre pour aller à Corbigny, qui n'est qu'à deux lieues de-là ; comme j'y arrivai de bonne heure, je travaillai le reste de la journée, et le jour suivant j'allai à l'abbaye de Bellevaux, de l'ordre de Prémontré dans le diocèse de Nevers. J'y trouvai cinq religieux de la commune observance, mais qui vivent fort bien. Il y avait un bon vieillard, qui avait beaucoup contribué au rétablissement de cette maison, et qui paraissait avoir de la religion. Ils furent tous ravis de m'avoir ouvert leurs archives, lorsque par les découvertes que j'y fis ils apprirent que leur fondateur était un seigneur de Marmagne, qui avait embrassé la vie religieuse lui et sa femme dans leur monastère. Car anciennement les monastères de Prémontré étaient doubles, et proche du monastère des hommes, on en bâtissait un de femmes. La joie qu'ils avaient de savoir qui était leur fondateur fit qu'ils me pressèrent beaucoup de rester encore chez eux ; mais après avoir pris toutes les connaissances dont j'avais besoin, j'en partis incessamment pour retourner à Corbigny.
En 1768, tenue de prononcer la fermeture des établissements comptant moins de neuf religieux, la commission des réguliers décide de supprimer l'abbaye Bellevaux où vivent trois religieux. Mais cette mesure n'aboutie pas sans que l'on sache pourquoi.

### La Révolution
Dès l'automne 1790, l'abbaye de Bellevaux est saisie comme bien national : elle compte alors trois religieux, le prieur Gilbert Desmazières, Paul Dubois (60 ans) et Jean-Baptiste Raux (41 ans) et ses revenus sont estimés à 2565 livres.
Le 24 octobre 1790, Gilbert Desmazières, refuse l'entrée des représentants du district de Moulins-Engilbert chargés de l'inventaire des biens du monastère. Le lendemain, il accepte de signer le procès-verbal d'inventaire, sur lequel il fait noter sa protestation et demande à être jugé par une « nouvelle législature approuvée par le roi étant libre ». L'administration du district et celle du département transmettent cette « opposition séditieuse » à l'Assemblée nationale. Par peur de poursuites judiciaires, l'ancien prieur se rétracte le 17 novembre. Les lenteurs de la nouvelle administration font que sa rétractation parvient à l'Assemblée en même temps que sa protestation initiale. L'affaire est finalement classée sans suite et Gilbert Desmazières quitte Bellevaux quelques semaines plus tard. 
Les deux autres chanoines de Bellevaux prennent le parti de la Révolution et deviennent prêtres constitutionnels : 
- Paul Dubois est le premier à quitter Bellevaux en janvier 1791. On le retrouve successivement curé de Maux en 1791, curé de Limanton l'année d'après puis vicaire de Moulins-Engilbert, Sermages et Commagny. Il meurt à Moulins-Engilbert en 1814, âgé de 84 ans.
- Jean-Baptiste Rault est élu curé de Tazilly en octobre 1791 et nommé curé d'Ougny en mars 1792. Interné quelque temps à Château-Chinon sous la Terreur, il exerce à Bazolles puis occupe la cure de Tamnay de 1804 à sa mort en 1825.

Le 22 septembre 1791, on ordonne la descente des cloches de Bellevaux, des Picpus et des chanoines de Moulins-Engilbert. Un ouvrier nommé Berriat offre de les descendre pour la somme de 20 livres et il y procède aussitôt. Quelques jours plus tard, elles sont expédiées à La Charité-sur-Loire.

## Architecture

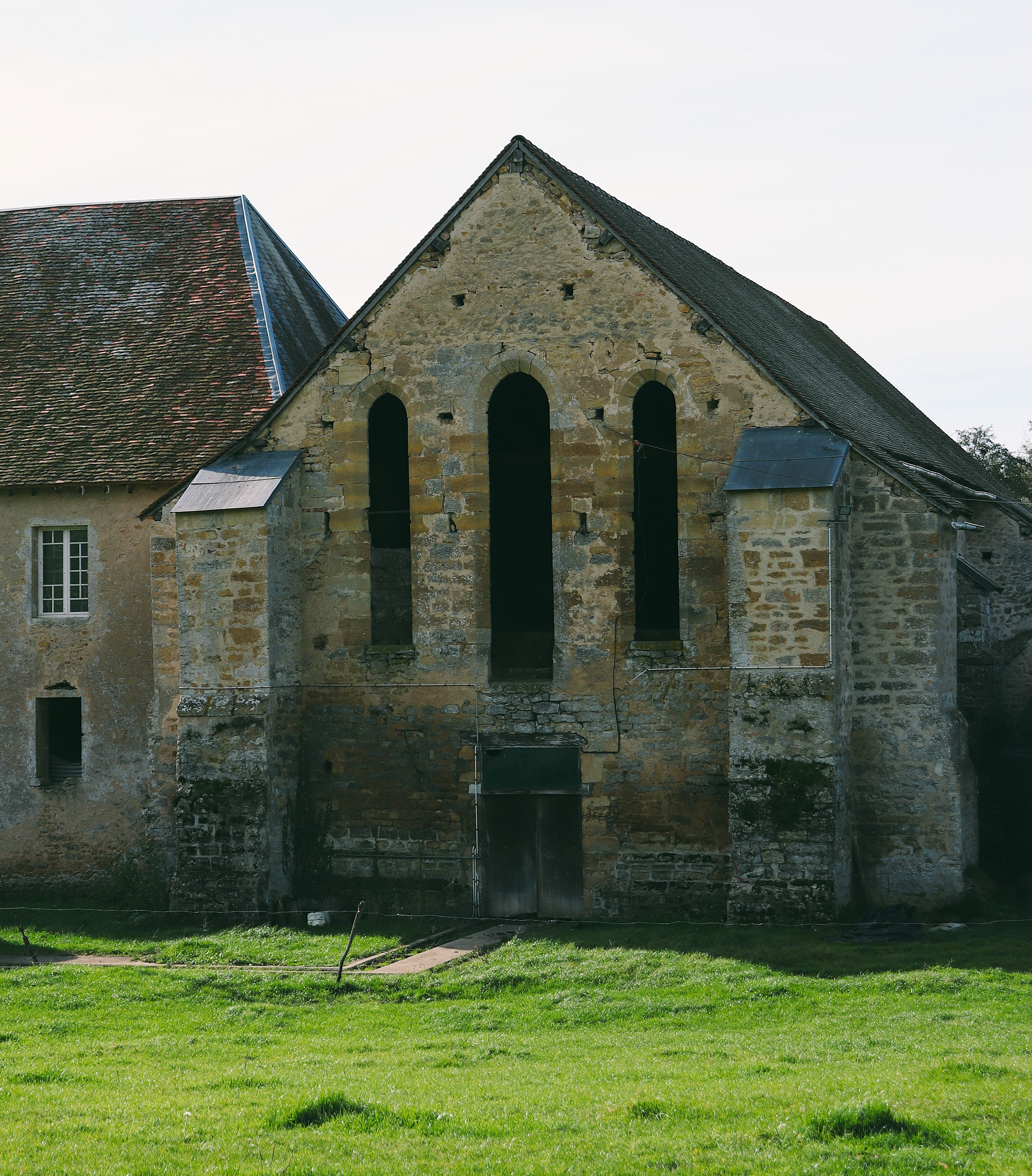
Vue sur le chevet de l'abbatiale.

En 1865, Soultrait évoque les restes de l'abbaye dans son répertoire archéologique :
À Bellevaux, église et abbaye de l'ordre de Prémontré ; l'ensemble des constructions occupe un quadrilatère dont l'église forme le côté nord ; cette église est la seule partie conservée de l'ancienne abbaye, qui avait été ruinée par les huguenots ; les bâtiments claustraux datent de la seconde moitié du XVIIe siècle. Bellevaux est maintenant une ferme, et son église, une grange. Église rectangulaire avec saillie de deux chapelles accolées à la nef, au nord, XIIIe siècle. […] Restes du cloître et bâtiments claustraux à l'est et au sud ; portail dorique à fronton offrant une crosse et une mitre sculptées. Quelques détails d'architecture du XVIe siècle à l'extrémité ouest des bâtiments.
Les différents vestiges cités précédemment sont encore en place aujourd'hui.

### L'église abbatiale
Élevée au XIIIe siècle, l'église est aujourd'hui convertie en étable et n'a conservé que ses quatre murs, quelques ouvertures et contreforts eux-mêmes fortement détériorés par le manque d'entretien et des transformations successives.
On accède à l'intérieur de l'édifice par un portail en pignon, sur la façade ouest du bâtiment, encadré de deux contreforts imposants, avec un sommet trilobé sous un arc brisé, dont le montant gauche n'est plus orné que par la partie haute de deux colonnettes.

L'aspect intérieur actuel ne permet plus de visualiser son agencement d'origine. La nef, non voûtée, est coupée par un plancher. À l'est, la façade du chevet était baignée par la lumière d'une très haute baie étroite, en plein cintre, située dans l'axe, avec de chaque côté de celle-ci deux autres plus fines et légèrement plus basses avec deux contreforts plats sur toute la hauteur, comme à l'ouest. Le chœur est de plan carré, voûté sur ogives rondes en arrête, ainsi que les arcs doubleaux sur des pieds-droits. 

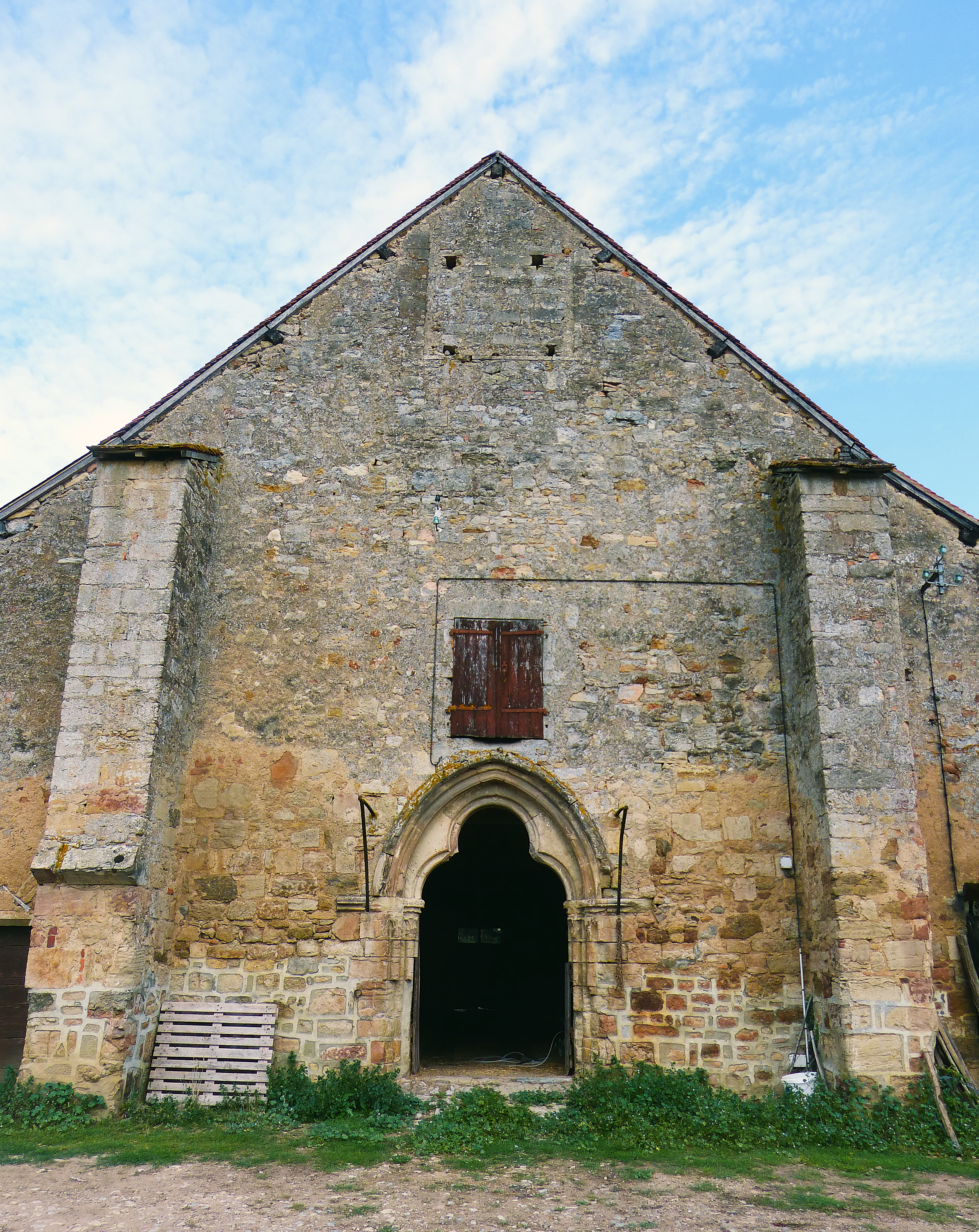
Façade de l'abbatiale.
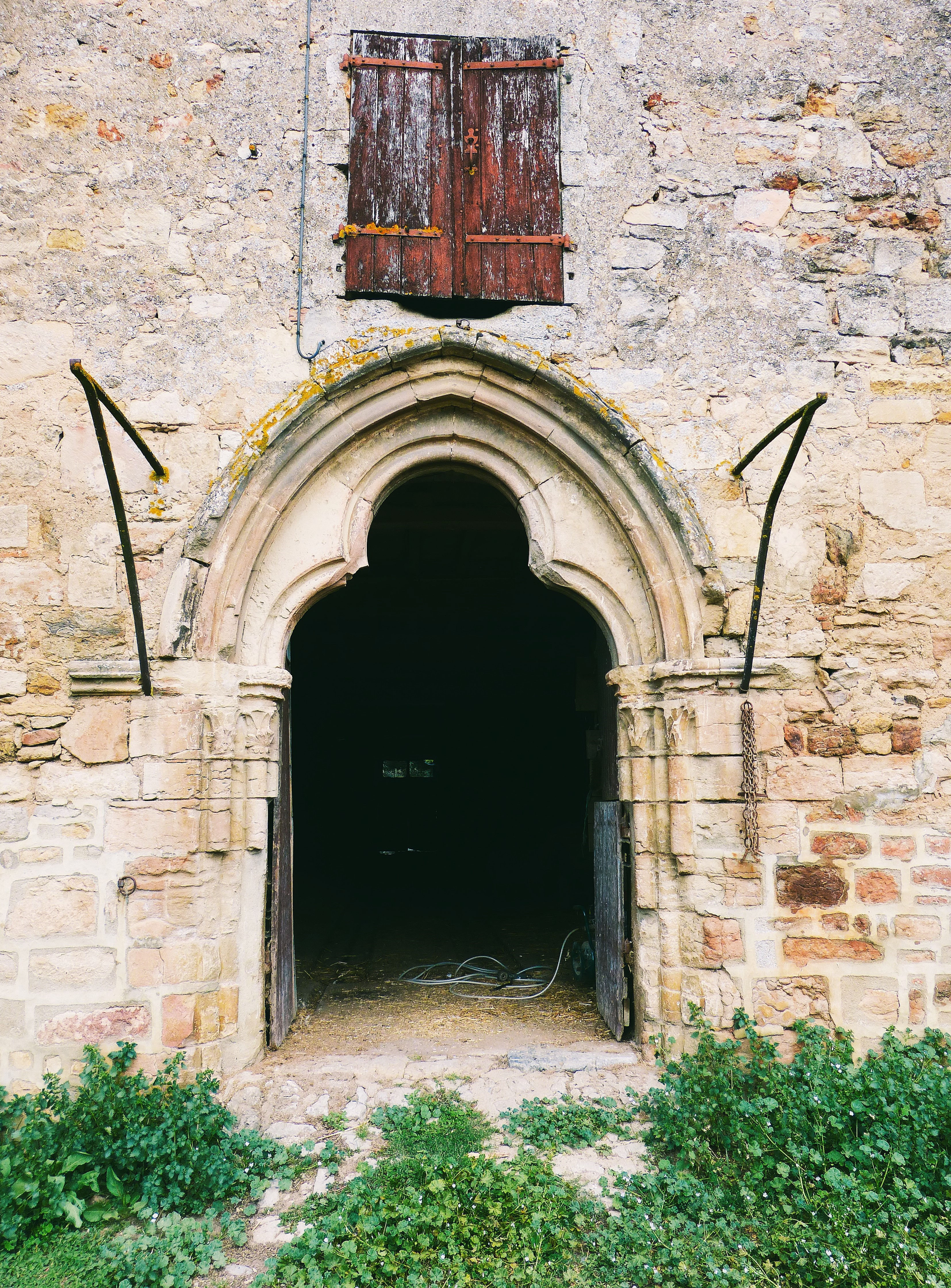
Détail de l'ouverture.
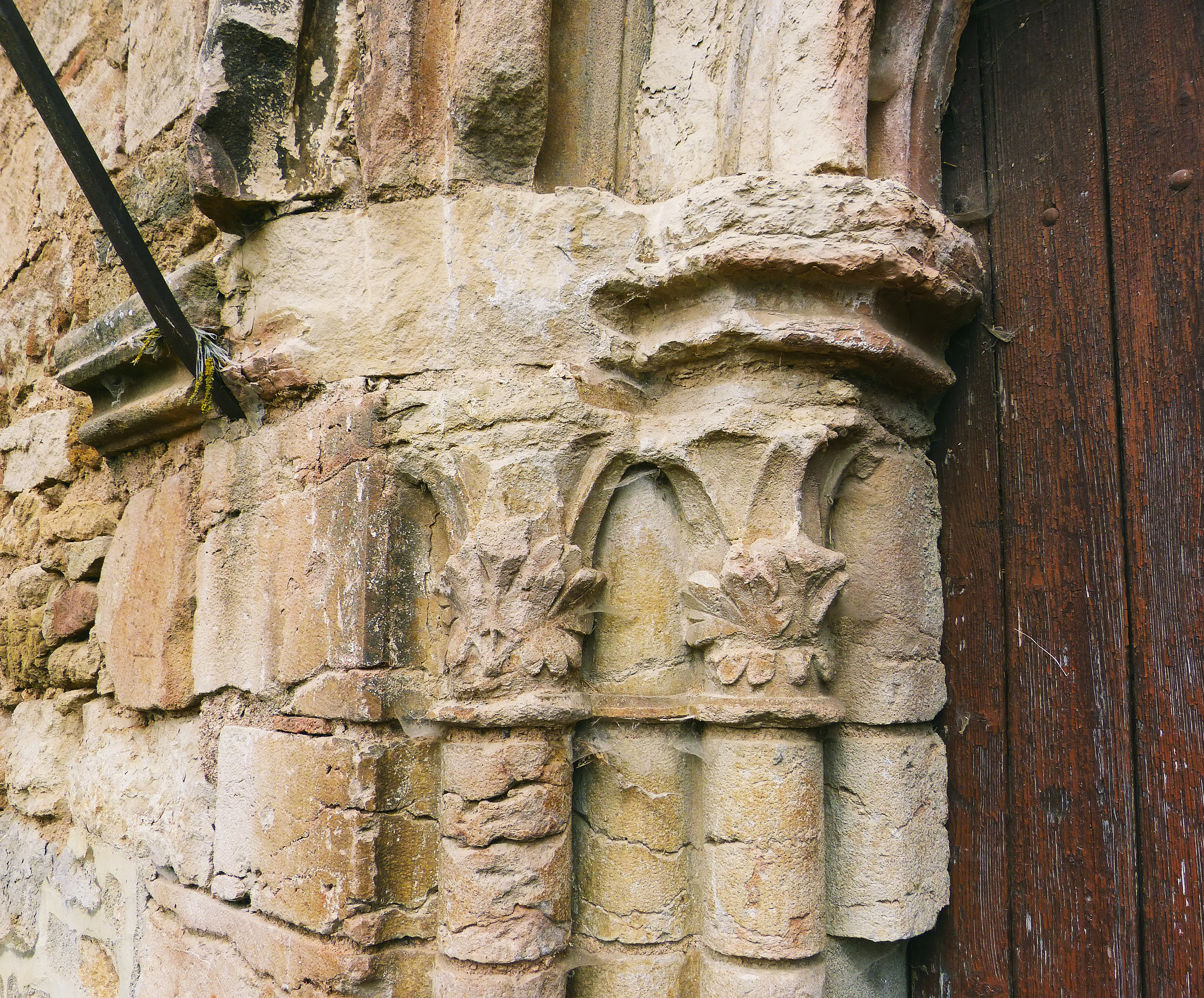
Détail du portail.
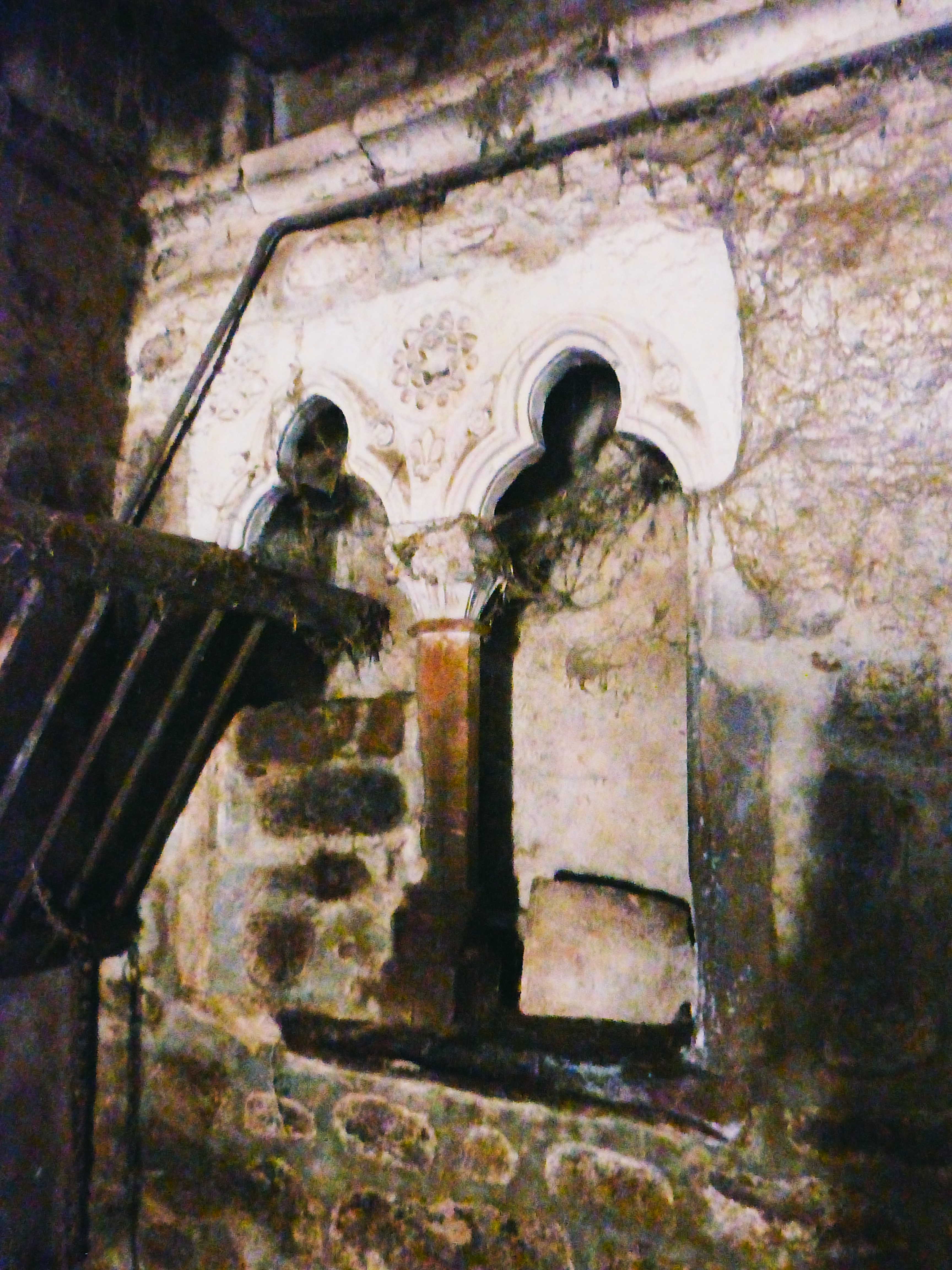
Détail d'une crédence.
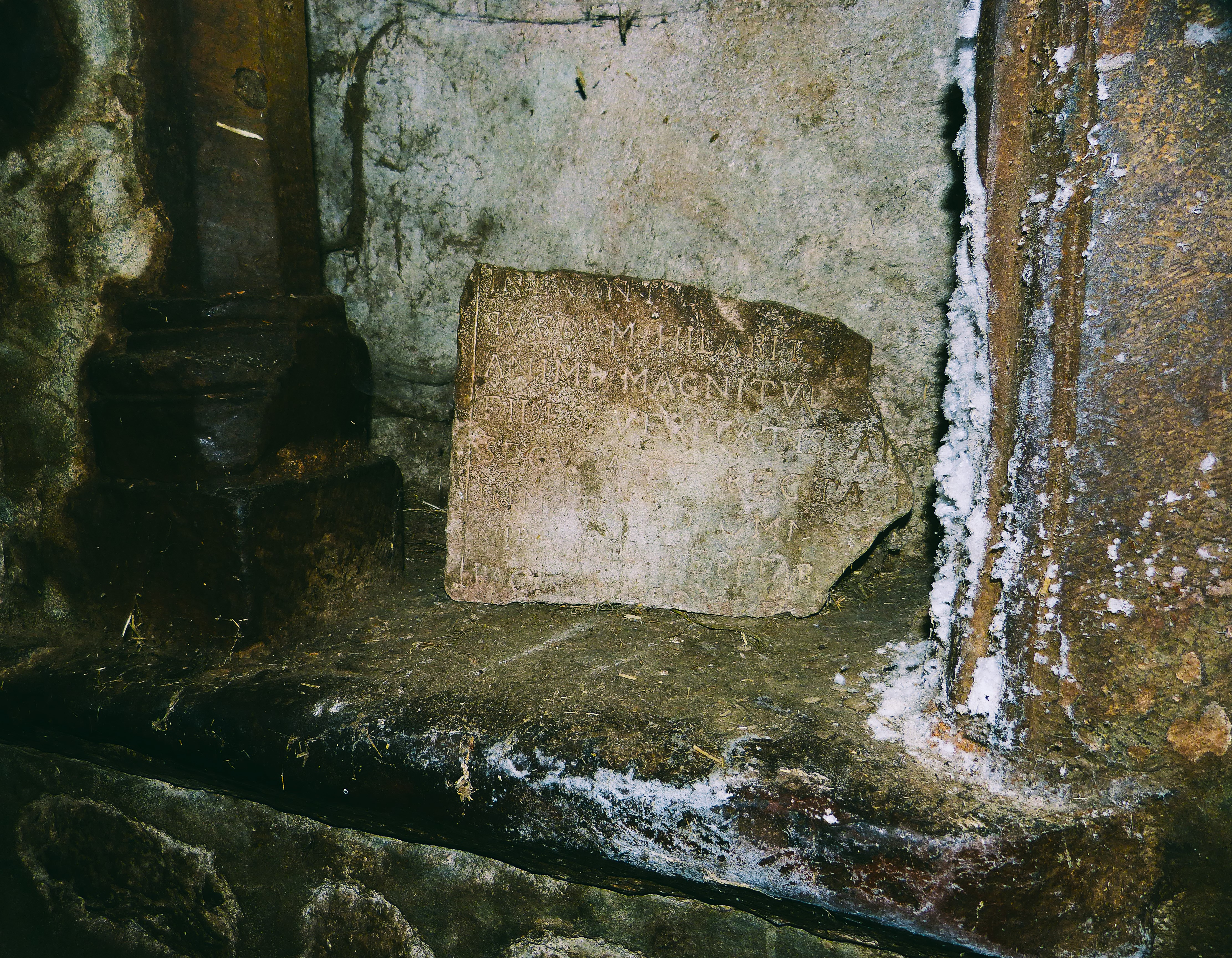
Inscription funéraire.

### Les bâtiments conventuels
Les bâtiments (cloître, porterie et logis) sont reconstruits au XVIIe siècle et aménagés au XVIIIe siècle. Sur la façade du bâtiment sud, un portail Renaissance, à fronton triangulaire, comportait les armoiries de l'abbaye. Les parties communes sont situées au rez-de-chaussée : salle du chapitre, cuisine et réfectoire. À l'étage, on trouve les appartements du prieur, les cellules des moines, les chambres d'hôtes, ainsi que la bibliothèque.
Concernant le cloître, plusieurs galeries (jouxtant l'église et le bâtiment conventuel), datant de la reconstruction du XVIIe siècle, sont conservées avec leurs arcades en plein cintre reposant sur des colonnes doriques.

## Protection
L'ancienne abbaye (bâtiments conventuels, église et porche) est classée au titre des monuments historiques par arrêté du 14 novembre 1997. 
L'ensemble du site se situe sur une propriété privée, il ne se visite pas.

## Propriétés, terriers, bénéfices

### Propriétés
L'abbaye de Bellevaux est à la tête d'un temporel très important et très étendu. Aux archives départementales de la Nièvre, le fond 24 F (Collection Canat de Chizy) renferme de nombreux baux, droits et reconnaissances de biens appartenant au monastère prémontré.
Ainsi les religieux ont des biens à : Alluy (Audenas, Bouteuil et Ravisy), Aunay-en-Bazois, Bazolles, Beaulieu, Biches (Chanizot et Villeccurt), Billy-Chevannes (Criens), Blismes (Quincize), Brinay (Bernay, Landay, Villeneuve, Villars, Passy et Pouilly), Cessy-les-Bois, Charrin, Châtillon-en-Bazois, Chaumard, Chougny (Petit Massé), La Collancelle, Corancy, Diennes-Aubigny (Chevanne les Crots, Monceneau et La Moussêe), Donzy, Dun, Fertrève (Crécy et Cray), Fours, Frasnay, Héry, Limanton (Anisy, Mont-sur-Aron, Lantilly et Grenesset), Maux (et hameaux en dépendant), Montambert, Montapas (Sanizy), Mont-et-Maré, Montigny-sur-Canne (Pouligny et Pron), Moulins-Engilbert (Chaumet, Commagny, James et Milleroin), Mouron-sur-Yonne, Pougues-les-Eaux, Préporché, Rouy, Saint-Benin-d'Azy, Saint-Hilaire-en-Morvan (Chaligny), Saint-Léger-de-Fougeret, Saint-Péreuse, Sermages, Tamnay-en-Bazois, Thaix et Ville-Langy.

### Terriers

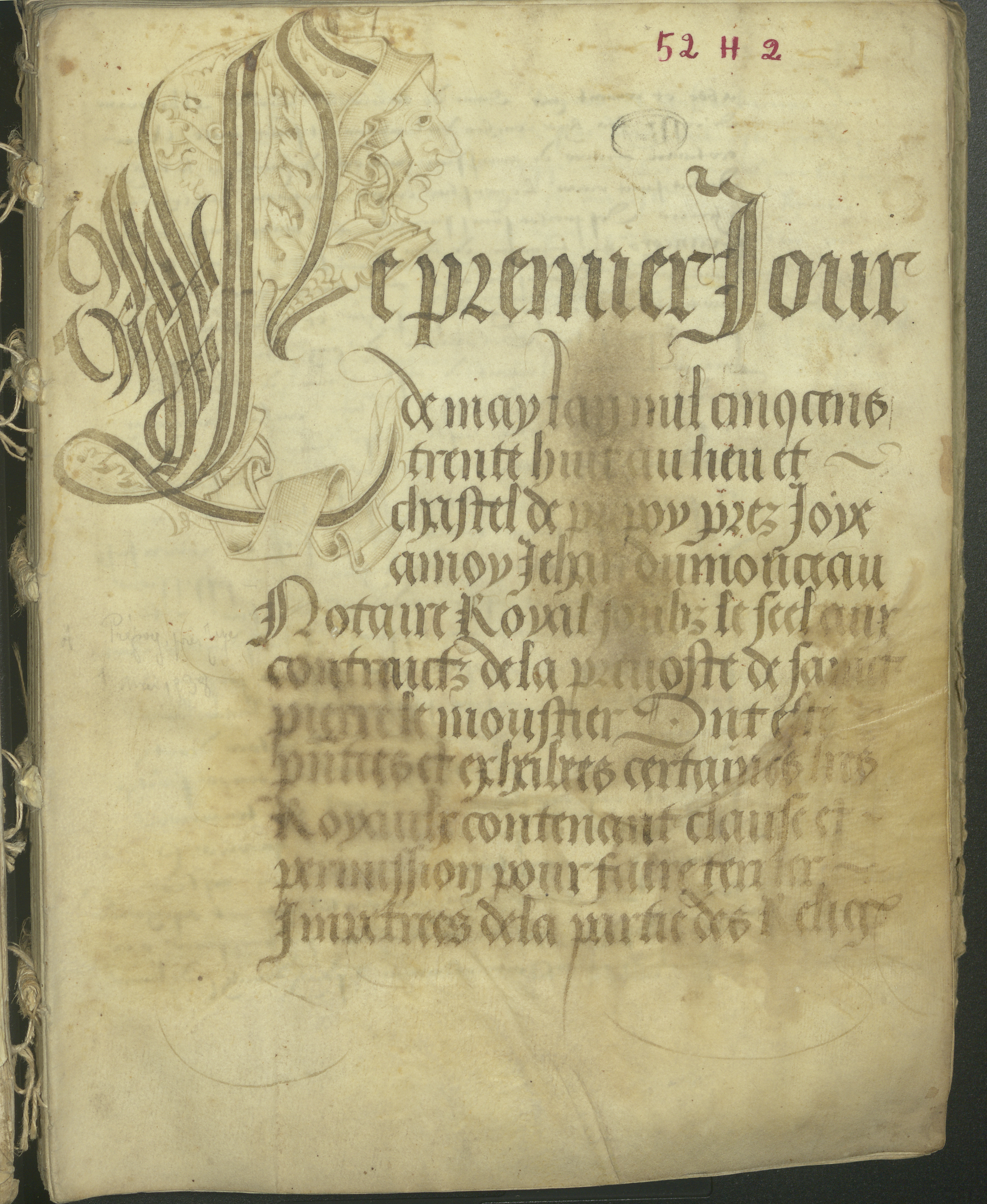
Première page du terrier de Bellevaux rédigé en 1538 ; ADN : H 260/1.

- Terrier de 1537-1539 : disponible aux AD58 ; H 260/1 et 2.
- Terrier de 1567 (fragment) : disponible aux AD58 ; 24 F 53.
- Terrier de 1615 : disponible aux AD58 ; H 260/3.

### Bénéfices
L'abbaye a la collation des revenus de deux églises :
- La cure de Frasnay le-Ravier (aujourd'hui commune de Frasnay-Reugny).
- La cure de Cressy-sur-Canne (aujourd'hui commune de Fertrève) : possession de l'abbaye depuis 1212.

Elle perçoit également les dîmes de plusieurs hameaux autour de Château-Chinon suite à une donation de 1193. En 1311, un différend a lieu, entre l'abbé Jean et le curé Pierre, à propos de ces dîmes. Grâce à l'arbitrage qui met fin à ce différend, on connaît les noms des hameaux reversant leurs dîmes à l'abbaye de Bellevaux : Précy, Cougeard, Fâchin, Léré, Montsaunin, les Prés, Monbaron, Montbois, les Bruyères, Crissigny, Risdon, Laproye et Salorges (les noms de lieux en italique n'ont pas pu être identifié).

## Abbés
(liste non exhaustive)
- 1209 : Eudes[ADN 6] ;

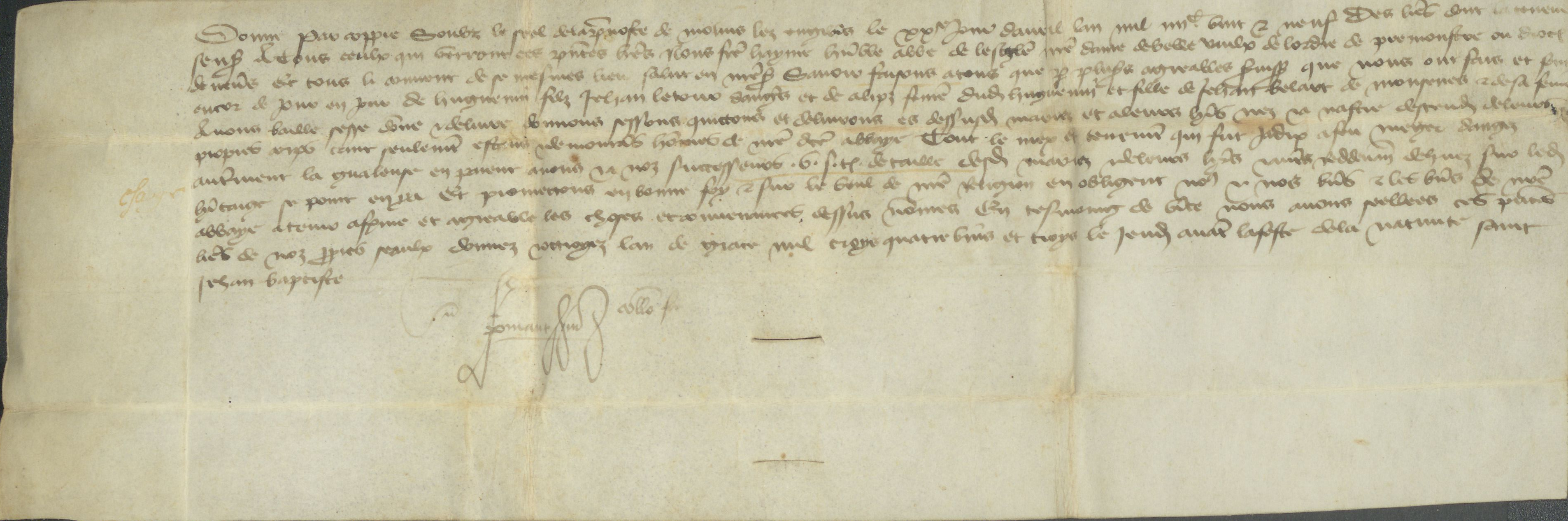
Acte mentionnant l'abbé Aymond en 1383 ; ADN : 24 F 30.

- entre 1222 et 1240 : Jean[ADN 1],[10] ;
- 1253 : Reginaldus[ADN 7] ;
- entre 1260 et 1262 : Guillaume[ADN 1] ;
- entre 1282 et 1292 : Guy[ADN 8] ;
- 1317 : Jean[ADN 1] ;
- 1320 : Aymon[11] ;
- 1338 : Renaud[12] ;
- 1372 : Guillaume[ADN 9] ;
- 1383 : Aymond[ADN 10] ;
- 1418 : Jean Hemy[ADN 11] ;
- 1418 - 1454 : Robert Erard[ADN 12] ;
- entre 1454 et 1470 : Jean de Lanlu[ADN 13] ;
- entre 1472 et 1498 : Blaise de Lanlu[ADN 14] ;
- entre 1500 et 1520 : Jacques de Champdiou[ADN 15] ;
- entre 1521 et 1549 : François de Fontenay[ADN 2] ;
- entre 1552 et 1560 : Jean de Marraffin[13] ;
- entre 1564 et 1578 : Hélin de Lamoignon[ADN 16] ;
- entre 1586 et 1587 : Charles de Mourel[ADN 17] ;
- entre 1591 et 1597 : Nicolas Bouiller[ADN 18] ;
- entre 1599 et 1607 : Jean Mariotte ;
- entre 1611 et 1641 : Blaise Cornu[14] ;
- entre 1646 et 1685 : Gabriel Mignot[ADN 19] ;
- 1693 - 1736 : Michel-Celse-Roger de Bussy-Rabutin[ADN 20] ;
- 1737 - 1756 : Louis-Marie Dollet de Sollières ;
- 1756 - 1790 : Jean-Baptiste de Chaffois.

## Autres religieux
- 1209 : Roclène, religieux[ADN 6] ;
- 1264 : Geoffroy, religieux[ADN 1] ;
- 1276 : Robert, religieux de Bellevaux et curé de Frasnay le-Ravier[ADN 1] ;
- 1320 : Gui de Lorme, religieux de Bellevaux[11] ;
- 1430 : Jean de Lanlu, avant de devenir abbé, il est religieux de l'abbaye, réapparaît en 1438[ADN 21] ;
- 1430 : Guillaume de la Chaume, religieux de Bellevaux et curé de Crécy-sur-Canne, réapparait en 1438 et 1462[ADN 21] ;
- 1469 : Jean de Péranges, nommé sous-prieur de Bellevaux[ADN 22] ;
- 1484 : Jean Rebaul, religieux de Bellevaux et chapelain du prieuré de Marcy (aujourd'hui commune de Cronat)[ADN 23] ;
- 1484 : Philibert de Charry, religieux de Bellevaux et curé de Frasnay le-Ravier[ADN 1] ;
- 1501 : Étienne Freinard, religieux de Bellevaux et curé de Crécy[ADN 24] ;
- 1504 : Guillaume de Rembert, religieux[ADN 25] ;
- 1507 : Henry Verlot, sacristain nommé en décembre[ADN 26] ;
- 1533 : Albert Leclerc, religieux de Bellevaux, curé de Crécy de 1533 à 1551[15] ;
- 1540 : Toussaint Pépin, religieux de Bellevaux et chapelain de Marcy[ADN 23] ;
- 1545 : Louis Bunot, religieux de Bellevaux, nommé prieur de Beaulieu[ADN 27] ;
- 1559 : Hugues Delaborde, prieur claustral de Bellevaux et prieur de Marcy[ADN 28] ;
- 1565 : Charles de Moret (Mourel), prieur de Bellevaux, en 1577 il est également chapelain de Marcy[ADN 29] ;
- 1677 : Étienne Rachus, sous-prieur[ADN 30] ;
- 1677 et 1691 : Norbert Gosset, prieur[ADN 31] ;
- 1691 : Jean Gilbert Bourgier, religieux, fait sa profession de foi le 25 janvier[ADN 32] ;
- 1706 : François Labouret, prieur[16], il est sous-prieur en 1701[ADN 33] ;
- 1709 : Jean le Seigne, prieur ;
- 1714 : Louis Genevois, prieur[ADN 34] ;
- 1739 : Marc Antoine Louis Godet, procureur des sieurs prieur et religieux de l'abbaye ;
- 1773 : Pierre Rogelet, religieux de Bellevaux, curé de Frasnay le-Ravier jusqu'en 1792[17] ;
- 1767 : Gilbert Desmazières, prieur jusqu'en 1790[ADN 35].

## Armes de l'abbaye
D'Azur, à la croix pattée d'or, au chef cousu de sinople.
Les sceaux du XIIIe siècle portent une image de la Vierge représentée assise.